# يهويا كين
```
كان الملك التاسع عشر والحاكم قبل الأخير 
لمملكة يهوذا
 الذي أطيح به من قبل ملك بابل، 
نبوخذ نصر الثاني
 في القرن السادس ق.م. ونُفي إلى السبي. كان ابن وخلف الملك 
يويقين
، وحفيظ الملك 
الملك يوشيا
. معظم المعلومات عنه موجودة في 
العهد العتيق
. وجدت سجلات عن وجوده في 
العراق
 مثل 
لوحات حصص يهويكين
. هذه اللوحات اكتشفت بالقرب من 
بوابة عشتار
 في بابل وتاريخها حوالي 592 ق.م. وهي مكتوبة 
بالكتابة المسمارية
 وتشير إلى يوكنية (
[𒅀𒀪𒌑𒆠𒉡}] 
خطأ: {{لغة}}: وسيط غير صالح: 
|
3= (
مساعدة
)
 [
ia-ʾ-ú-ki-nu
]) وأبنائه الخمسة كمستلمين لحصص غذائية في بابل.
[
5
]
```

## يوكنية في الكتاب المقدس

### حكمه

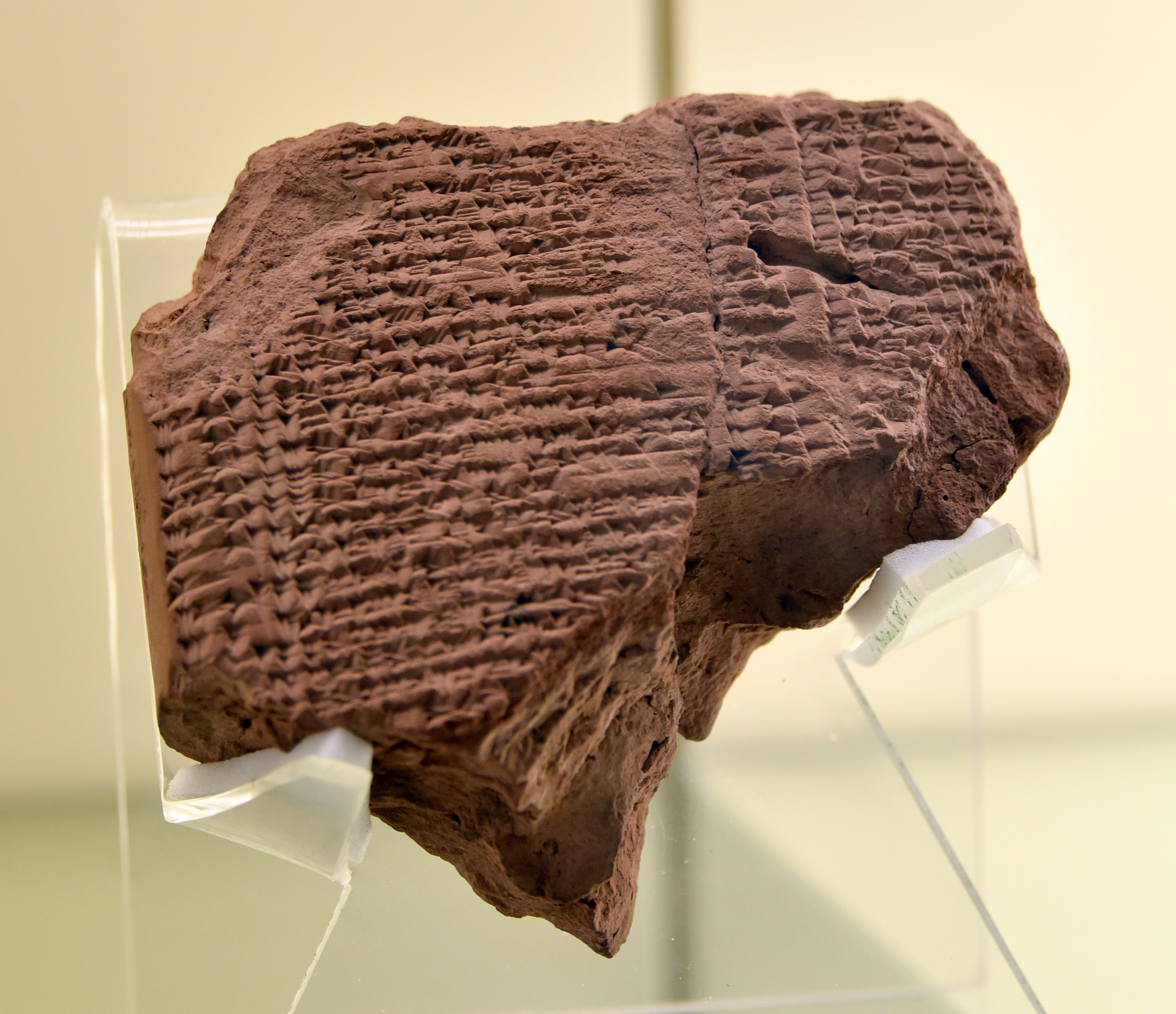
لوحة طينية. النص الأكدي المسماري يسرد حصصًا معينة ويذكر اسم يوكنية (يهويكين)، ملك يهوذا، والسبي البابلي. من بابل، العراق، حوالي 580 ق.م. متحف برلين الشرقي

حكم يوكنية ثلاثة أشهر وعشرة أيام، بدءًا من 9 ديسمبر 598 ق.م. خلف يويقين كملك على يهوذا بعد أن غزا مقاتلون من الأراضي المجاورة أورشليم وقتلوه. من المرجح أن ملك بابل كان وراء هذا الهجوم، كرد فعل على تمرد يويقين، الذي بدأ بعد حوالي 601 ق.م. بعد ثلاثة أشهر وعشرة أيام من توليه الحكم، استولى جيش نبوخذ نصر الثاني على أورشليم، بهدف أخذ سبايا من النخبة اليهودية ودمجهن في المجتمع البابلي. في 15/16 مارس 597 ق.م.، نُفي يوكنية وعائلته بأكملها وثلاثة آلاف يهودي إلى بابل.:217
يذكر النص الماسوري في أخبار الأيام الثاني 36 أن حكم يوكنية بدأ وهو في الثامنة من عمره، بينما في ملوك الثاني 24:8 يُذكر أنه تولى الحكم في الثامنة عشرة من عمره. يعامل الباحثون الحديثون الاختلاف بين "ثمانية" و"ثمانية عشر" على أنه خطأ في النسخ من أحد الجانبين.

### في السبي
بعد أن أُطيح بيوكنية من الحكم، عيّن نبوخذ نصر عمه صدقيا (ملوك الثاني 24:17) ليحكم يهوذا. صدقيا كان ابن الملك يوشيا. سيُعتبر يوكنية لاحقًا أول الإكليروك (رؤساء السبي). في سفر حزقيال، يشير المؤلف إلى يوكنية كملك ويرتبط بسنوات سبيه. المؤلف يُعرف بنفسه حزقيال، وهو معاصِر ليوكنية، ولم يذكر صدقيا مطلقًا.

### الإفراج عنه
بحسب ملوك الثاني 25:27–30، أُطلق سراح يوكنية من السجن "في السنة السابعة والثلاثين من السبي"، في السنة التي اعتلى فيها أميل-مردوخ (إيبل-مرودخ) العرش، وتم منحه منصبًا مرموقًا في المحكمة. إطلاق سراح يوكنية في بابل ينهي كتاب الملوك والتاريخ التثوتي. تشير السجلات البابلية إلى أن أميل-مردوخ بدأ حكمه في أكتوبر 562 ق.م. بحسب إرميا 52:31، أُطلق سراح يوكنية من السجن "في الشهر الثاني عشر، في اليوم الخامس والعشرين من الشهر": وهذا يشير إلى أن السنة الأولى من السبي كانت 598/597 ق.م. وفقًا للتقويم التيشري لليهود. وهكذا كانت السنة السابعة والثلاثون من السبي، وفقًا لحساب اليهود، هي السنة التي بدأت في تيشري 562، وهو ما يتماشى مع توقيت سنة تنصيب أميل-مردوخ كما هو مسجل في السجلات البابلية.

#### اللعن
في إرميا (22:28–30) لُعن يوكنية بأن لا يجلس أحد من نسله على عرش إسرائيل:
فصل 1، الآيات 11–12 من إنجيل متى تدرج يوكنية في النسب النسبي للمسيح، عبر يوسف. إذا كان يوسف هو الوالد البيولوجي للمسيح (على خلاف الإيمان المسيحي)، فإن المسيح لا يمكنه أن يدّعي أنه المسيا بشكل مشروع لأن لعنة يوكنية، إذا كانت صحيحة، ستُطبّق عليه.
فسّر ريتشارد تشالونر النسبين في متى ولوقا بأنهما يشيران إلى نسل بيولوجي ونسل من الزواج اللفيري. وفقًا لهذه الفكرة، قد يكون يوسف نسلًا بيولوجيًا من يوكنية، لكن وفقًا للشريعة اليهودية، سيُحسب كنسل من شخص آخر بسبب حمل اسم الأخ عبر الزواج اللفيري.قالب:طلب مرجع

### في الأدب الربياني
جعل نبوخذ نصر يهويكين ملكًا مكان أبيه، لكنه لم يكد يعود إلى بابل حتى قال له أحدهم: "كلب لا ينتج نسلًا جيدًا"، حيث أدرك أن سياسة سيئة كانت أن يجعل يهويكين ملكًا (ليفي ر. لخ ٦؛ سدر عولم ر. خ ٢٥). في دافنة، بالقرب من أنطاكية، استقبل نبوخذ نصر السنهدرين العظمى، وأعلن لهم أنه لن يُدمر الهيكل إذا سُلّم إليه الملك. عندما سمع الملك قرار نبوخذ نصر، صعد إلى سطح الهيكل، ورفع مفاتيح الهيكل إلى السماء قائلاً: "لأنكم لم تعدوا تروننا أهلاً أن نكون خدمتكم، خذوا المفاتيح التي ائتمنتمونا عليها حتى الآن." ثم حدث معجزة؛ فقد ظهرت يد نار وانتزعت المفاتيح، أو كما يقول البعض، بقيت المفاتيح معلقة في الهواء حيث رماها الملك (ليفي ر. لخ؛ ير. شك. في ٦ ٥٠أ؛ إصدار آخر من أسطورة المفاتيح في تأن. ٢٩أ؛ بيسك. ر. ٢٦ [م. ن. فريدمان، ص. ١٣١أ]، وسفر باروخ السرياني، ف ١٠. ١٨). ثم تم أسر الملك مع جميع علماء ونبيلاء يهوذا بواسطة نبوخذ نصر (سدر عولم ر. لخ؛ راجع تعليق راتنر على ذلك). وبحسب جوزيفوس، سلم يهويكين المدينة وعائلته إلى نبوخذ نصر، الذي أقسم أنه لن يؤذيهم أو المدينة. لكن ملك بابل خرق قسمه؛ فبعد مرور سنة، قاد الملك وآخرين إلى السبي.
غيّرت تجربة يهويكين المؤلمة طبيعته تمامًا، وبعد توبته عن الخطايا التي ارتكبها كملك، غُفر له من الله، الذي ألغى القرار القاضي بعدم جلوس أحد من نسله على العرش (إرميا ٢٢: ٣٠؛ بيسك.، م. ن. بوبر، خخ ١٦٣أ، ب)؛ بل حتى أصبح جدًا للمسيخ (تانخ، تولدات، ٢٠ [م. ن. بوبر، ج. ١٤٠]). كان تمسكه بالشريعة هو الذي أعاده إلى رضا الله. كان محتجزًا لدى نبوخذ نصر في العزلة، وبما أنه فُصل عن زوجته، خاف السنهدرين، الذي نُفي معه إلى بابل، من أن تتوقف سلالة داود مع وفاة الملكة.
استطاعوا كسب نفوذ ملكة سميراميس، التي أقنعت نبوخذ نصر بتحسين وضع الملك الأسير عبر السماح لزوجته بمرافقته في السجن. وبما أنه أظهر ضبطًا عظيمًا وطاعة للشريعة، غفر له خطاياه (ليفي ر. لخ، نهاية). عاش يهويكين ليرى وفاة غازره نبوخذ نصر، والتي منحته الحرية؛ فخلال يومين من وفاة والده، فتح إيبل-مرودخ السجن الذي عانى فيه يهويكين لسنوات عديدة.

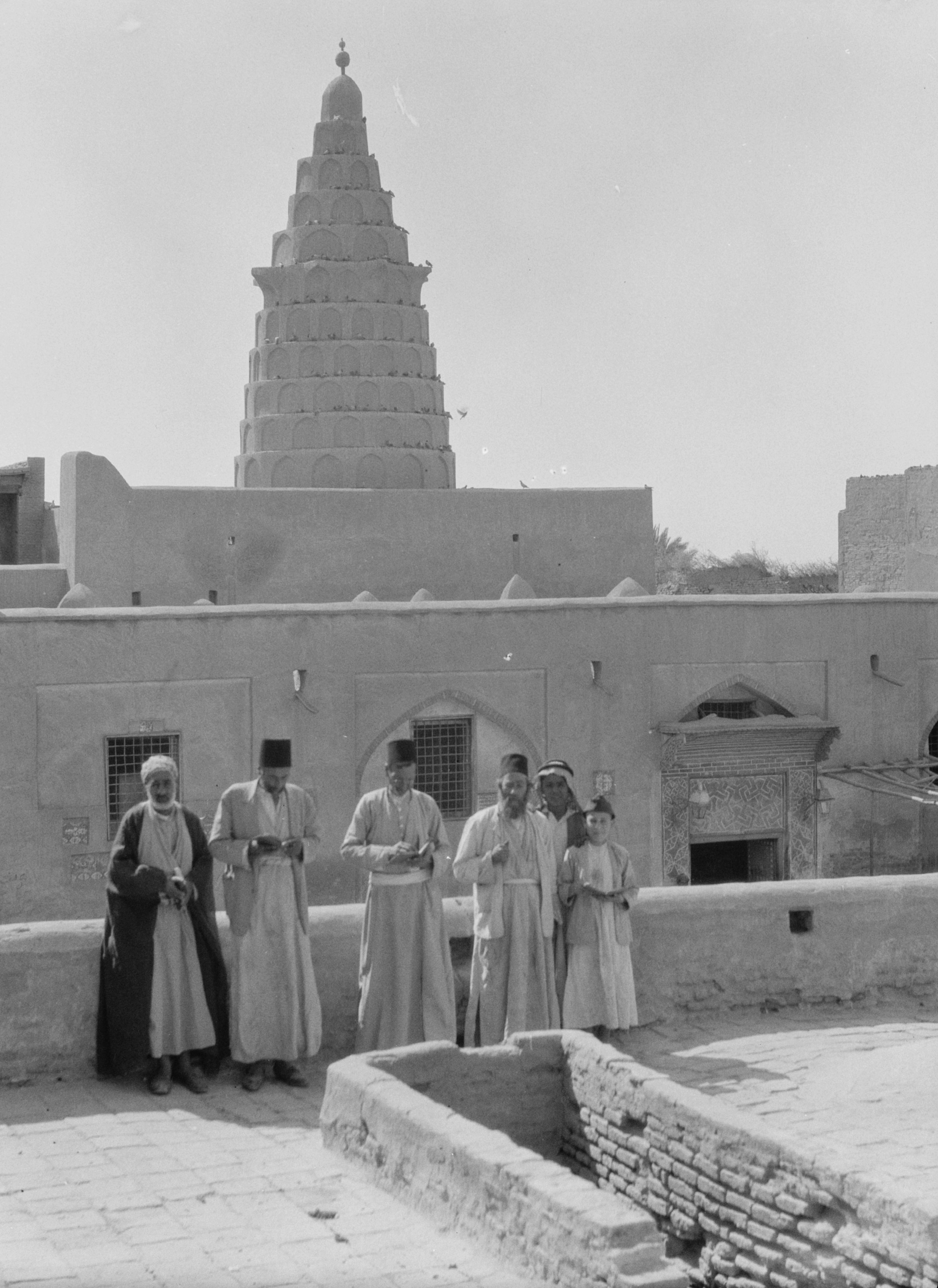
اليهود في ضريح حزقيال، الكفل، العراق، 1932

حياة يهويكين هي أفضل توضيح للقاعدة: "في الازدهار يجب على الإنسان ألا ينسى إمكانية الشدة؛ وفي الشدة لا يجب أن يفقد الأمل في العودة إلى الازدهار" (سدر عولم ر. خ ٢٥). بناءً على نصيحة يهويكين، قطّع ابن نبوخذ نصر جسد والده إلى ٣٠٠ قطعة، أعطاها إلى ٣٠٠ نسر، حتى يتأكد من أن نبوخذ نصر لن يعود ليؤذيه ("مجلدات يerahmeel"، لخخ ٦). عامل إيبل-مرودخ يهويكين كملك، وألبسه الأرجوان والثعلب، وبدافعه أطلق سراح جميع اليهود الذين سجنهم نبوخذ نصر (تارغ. شيني، في بداية). كان يهويكين أيضًا هو الذي أنشأ المبنى الضخم على قبر النبي حزقيال (بنيامين التودلا، "الرحلة"، م. ن. آشر، ج. ١. ٦٦). في الهيكل الثاني، كان هناك بوابة تُدعى "بوابة يوكنية"، لأن، وفقًا للتقاليد، خرج يوكنية (يهويكين) من تلك البوابة عندما ذهب إلى السبي (ميديا ii. 6).

### النسب
كان يوكنية ابن يويقين ونشوطة، ابنة إيلناثان من أورشليم. كان له ثمانية أبناء: عشير، سلطيل، ملكيرام، فديا، شناصر، يكميا، هشامة وندايا. (قالب:قرآن: خطأ في اسم السورة). يُذكر يوكنية أيضًا في سفر أخبار الأيام الأول كأب لفديا، الذي أنجب زرزابابل. قائمة بأحفاده في قالب:قرآن: خطأ في اسم السورة.
في سرد نسب المسيح يسوع، يسجل متى 1:11 يوكنية ابن يوشيا كأسلاف ليوسف، زوج مريم. هذا يوكنية هو ابن عم يوكنية ابن يويقين (أخبار الأيام الأول 3:16)، والتي كانت سلالة يوكنية/يويقين ملعونة (إرميا 22:24،30). أما سلالة يوكنية/يوشيا (متى 1:11) فهي غير ملعونة.

## تواريخ حكم يوكنية

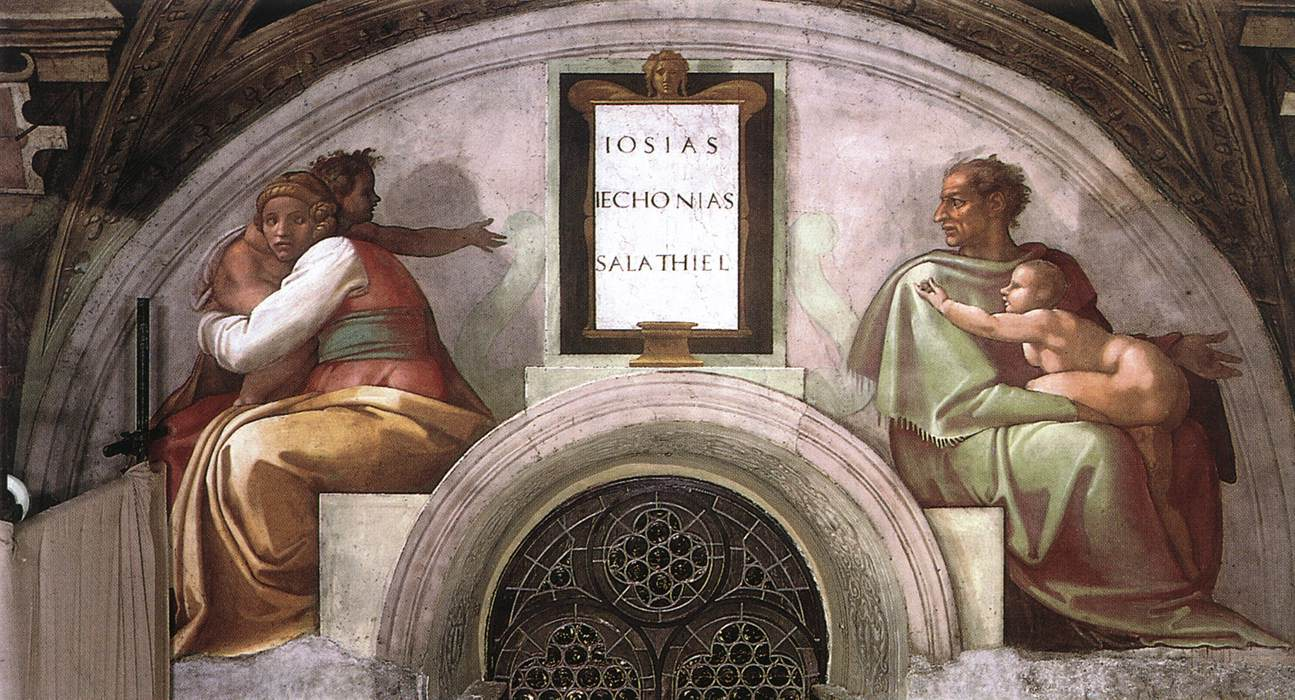
لنتة في السقفية ليوكنية مع سلطيل والملك يوشيا.

الملوك البابلية تثبت أن نبوخذ نصر استولى على أورشليم لأول مرة في 2 آدار (16 مارس) 597 ق.م. قبل نشر ويزمان للملوك البابلية عام 1956، حدد ثيليه من النصوص الكتابية أن أول استيلاء لنبوخذ نصر على أورشليم وملكها يوكنية كان في ربيع 597 ق.م.، بينما يشير كينيث ستراند إلى أن باحثين آخرين، بما فيهم ألبرايت، غالبًا ما تأريخوا الحدث إلى 598 ق.م.:310, 317

### تواريخ ثيليه
قال ثيليه أن الذكرى الخامسة والعشرين لسبي يوكنية كانت في 25 أبريل (10 نيسان) 573 ق.م.، مما يشير إلى أنه بدأ السبي إلى بابل في 10 نيسان 597، قبل 24 سنة. كان استنتاجه لهذا التاريخ الدقيق مبنيًا على حزقيال 40:1، حيث يذكر حزقيال، دون تسمية الشهر، أنه كان اليوم العاشر من الشهر، "في ذلك اليوم نفسه". بما أن هذا يتماشى مع فكرته أن سبي يوكنية (وسبى حزقيال) بدأ شهرًا بعد الاستيلاء على المدينة، مما يسمح ببدء سنة جديدة على أساس نيسان، افترض ثيليه أن هذه الكلمات في حزقيال تشير إلى اليوم الذي بدأ فيه السبي أو الاستيلاء. لذلك أنهى حكم يهويكين في هذا التاريخ. كانت التواريخ التي أعطاها ليوكنية إذًا: 21 هشوان (9 ديسمبر) 598 ق.م. إلى 10 نيسان (22 أبريل) 597 ق.م.:187
يُنتقد استنتاج ثيليه من رودجر سي. يونغ، الذي يؤيد تاريخ 587 ق.م. لسقوط أورشليم. يجادل يونغ أن حسابات ثيليه غير متسقة، ويطرح تفسيرًا بديلًا لعبارة "في ذلك اليوم نفسه" (be-etsem ha-yom ha-zeh) في حزقيال 40:1. تُستخدم هذه العبارة ثلاث مرات في لاوي 23:28–30 للإشارة إلى عيد الغفران، الذي يُحتفل به دائمًا في العاشر من تيشار، ويظهر في كتابات حزقيال في عدة أماكن معرفة بكتاب اللاويين.:121, n. 7 دليل آخر يدعم هذا التفسير هو أن نفس الآية، يذكر حزقيال أنها كانت رأس السنة (عيد رأس السنة) والعاشر من الشهر، مما يشير إلى بداية العام اليوبيلي، لأن فقط في العام اليوبيلي تبدأ السنة في العاشر من تيشار، يوم الغفران (لاوي 25:9). التلمود (مجلد أركين 12أ،ب) وسدر عولم (الفصل 11) يقولان أيضًا أن حزقيال رأى رؤيته في بداية عام يوبيلي، هو السابع عشر، وهو ما يتماشى مع هذا التفسير لحزقيال 40:1.
بما أن هذا يقدم تفسيرًا بديلًا لتفسير ثيليه لحزقيال 40:1، وبما أن تواريخ ثيليه غير متوافقة مع سجلات الملوك البابلية، يحدد الصندوق أدناه نهاية حكم يوكنية في 2 آدار (16 مارس) 597 ق.م.، وهو تاريخ أول استيلاء على أورشليم كما في السجلات البابلية. ومع ذلك، تستمر تواريخ ثيليه ليوكنية، وتاريخه 586 ق.م. لسقوط أورشليم، في الحصول على وزن كبير في الأوساط الأكاديمية.
ومع ذلك، لا توجد حاجة إلى هذه التعقيداتقالب:Huh لأن العاشر من تيشار 574 ق.م. هو بالضبط كما ذكر في حزقيال 40:1، سواء في السنة الرابعة عشرة لدمار الهيكل في 587 ق.م. أو السنة الخامسة والعشرين من سبي يوكنية في 597 ق.م.
حاول جيرشون غاليل أيضًا المصالحة بين تاريخ 586 ق.م. لسقوط أورشليم مع بيانات سبي يوكنية. مثل ثيليه، افترض أن سنوات السبي يجب أن تقاس من نيسان، لكن لسبب مختلف. افترض غاليل أن تقويم إسرائيل كان شهرًا أمام تقويم بابل لأن بابل أدخلت شهرًا كبيسيًا ولم تفعل إسرائيل ذلك بعد. هذا سيجعل آدار (الشهر الثاني عشر) في السجلات البابلية يتوافق مع نيسان (الشهر الأول) في العد اليهودي. لكن هذا الفرض، مثل فرض ثيليه، يصطدم بمشكلة في حزقيال 40:1، لأن السنة الخامسة والعشرين من السبي ستبدأ في نيسان 573 وسقوط أورشليم، قبل 14 سنة، سيكون في 587، وليس 586 كما يدافع غاليل وثيليه. هناك نزاع إضافي مع البيانات البابلية، لأن السنة السابعة والثلاثين من السبي، السنة التي أُطلق فيها سراح يوكنية من السجن، ستكون السنة التي تبدأ في نيسان 561 ق.م.، وليس نيسان 562 ق.م. كما في الملوك البابلية. ومع الاعتراف بهذه النزاعات، يعترف غاليل (ص. 377) بأن تاريخه لسقوط أورشليم (586 ق.م.) غير متسق مع البيانات الدقيقة في الكتاب المقدس والملوك البابلية.

## تحديد سقوط أورشليم باستخدام تواريخ يوكنية

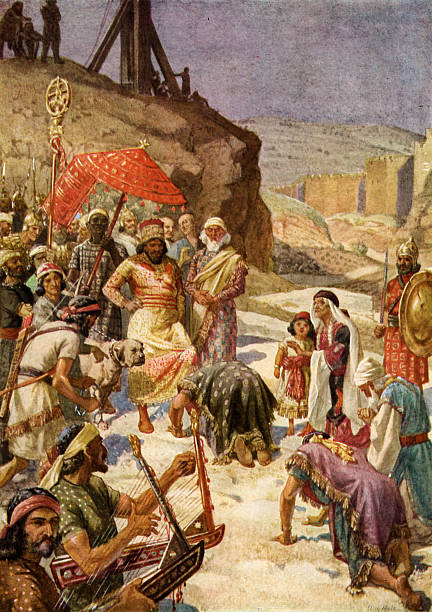
يوكنية يستسلم للملك نبوخذ نصر الثاني (إرميا 22:25–26. "وأعطيك في أيدي من يطلب حياتك، وفي أيدي من تخشاهم، حتى في أيدي نبوخذراصر ملك بابل، وفي أيدي الكلدانيين. 26 وألقيكم خارجًا، وأمك التي ولدتك، إلى بلد آخر، حيث لم تولدوا فيه، وهناك تموتون". رسم ويليام هول، 1846–1917)

يُعتبر حكم يوكنية مهمًا في تحديد تواريخ الأحداث في أوائل القرن السادس ق.م. في الشرق الأوسط. يشمل ذلك حل تواريخ سقوط أورشليم إلى نبوخذ نصر. بحسب إرميا 52:6، اخترقت الجدران في شهر تموز، في السنة الحادية عشرة لحكم صدقيا.
لكن المؤرخين انقسموا على ما إذا كانت السنة 587 أو 586 ق.م. دراسة من 1990 سجلت 11 باحثًا يفضلون 587 و11 يفضلون 586. لم يتم العثور على سجلات بابلية للاستيلاء الثاني على أورشليم، ويجب على الباحثين الذين يدرسون تواريخ هذه الفترة الاعتماد على النصوص الكتابية، كما تم ربطها بالسجلات البابلية الموجودة قبل وبعد الحدث. في هذا الصدد، النصوص الكتابية المتعلقة بيوكنية مهمة جدًا، لأن تواريخ حكمه في أورشليم حددتها دونالد ويزمان في دراسته عام 1956، وهي متناسقة مع السنة السابعة والثلاثين من سبيه التي تداخلت مع سنة تنصيب إيبل-مرودخ، كما ذكر أعلاه.
```
treatment of Jeconiah's dates are a starting point for determining the date of the fall of Jerusalem. He dated his writings according to the years of captivity he shared with Jeconiah, and he mentions several events related to the fall of the city in those writings. In 
Ezekiel 40:1
, Ezekiel dates his vision to the 25th year of the exile and fourteen years after the city fell. If Ezekiel and the author of 
2 Kings 25:27
 were both using Tishri-based years, the 25th year would be 574/573 BCE and the fall of the city, 14 years earlier, would be in 588/587—i.e., in the summer of 587 BCE. This is consistent with other texts in Ezekiel related to the fall of the city. 
Ezekiel 33:21
 relates that a refugee arrived in Babylon and reported the fall of Jerusalem in the twelfth year, tenth month of "our exile." Measuring from the first year of exile, 598/597, this was January of 586 BCE, incompatible with Jerusalem falling in the summer of 586 BCE, but consistent with its fall in the summer of 587 BCE. The other side holds that since Jeconiah surrendered in March 597, January 586 is less than eleven years later and therefore can not be considered in the twelfth year of the exile.
```

Thiele held to a 586 BCE date for the capture of Jerusalem and the end of Zedekiah's reign. Recognizing to some extent the importance of Ezekiel's measuring time by the years of captivity of Jeconiah, and in particular the reference to the 25th year of that captivity in Ezekiel 40:1, he wrote,
Although the Babylonian tablets dealing with the final fall and destruction of Jerusalem have not been found, it should be noticed that the testimony of Ezekiel 40:1 is definitive in regard to the year 586. Since Ezekiel had his vision of the temple on the twenty-fifth anniversary of his and Jehoiachin's captivity (28 April 573), and since this was the fourteenth year after Jerusalem's fall, the city must have fallen eleven years after the captivity. Eleven years after 597 is 586.:191
In order to justify his 586 date, Thiele had assumed that the years of captivity for Jeconiah must be calendar years starting in Nisan, in contrast to the Tishri-based years that he used everywhere else for the kings of Judah. He also assumed that Jeconiah's captivity or exile was not to be m